# جاك ديري
جاك ديري (بالفرنسية: Jacques Deray )‏ (و. 1929 – 2003 م) هو مخرج أفلام، وكاتب سيناريو فرنسي، ولد في ليون، توفي في بولون-بيانكور، عن عمر يناهز 74 عاماً، بسبب سرطان.

## مناصب
تولى منصب رئيس لجنة التحكيم في مهرجان كان السينمائي.

## وصلات خارجية
- جاك ديري على موقع IMDb (الإنجليزية)
- جاك ديري على موقع قاعدة بيانات الأفلام العربية
- جاك ديري على موقع ألو سيني (الفرنسية)
- جاك ديري على موقع تيرنر كلاسيك موفيز (الإنجليزية)
- جاك ديري على موقع أول موفي (الإنجليزية)
- جاك ديري على موقع قاعدة بيانات الأفلام السويدية (السويدية)
- جاك ديري على موقع ديسكوغز (الإنجليزية)
- جاك ديري على موقع قاعدة بيانات الفيلم (الإنجليزية)
- جاك ديري على موقع كينوبويسك (الروسية)